# ملعب غاستون بيتي
ملعب غاستون بيتي (بالفرنسية: Stade Gaston Petit)‏ هو ملعب متعدد الاستخدامات في شاتورو، فرنسا وتم افتتاحه في 13 سبتمبر 1964. يتم استخدامه حالياً في الغالب لمباريات كرة القدم وهو الملعب الرئيسي لنادي شاتورو. الملعب قادر على استيعاب 17.173 شخص.
غاستون بيتي هو لاعب سابق في النادي.